# سؤال أكاديمي (رواية)
سؤال أكاديمي (بالإنجليزية: An Academic Question)‏ هي رواية للكاتبة الإنجليزية باربرا بيم، نشرت عام 1986، عن دار نشر ماكيملان.